# 2018년 아시아 남자 핸드볼 선수권 대회
제18회 아시아 남자 핸드볼 선수권 대회는 2018년 1월 18일부터 1월 28일까지 대한민국 수원시에서 개최되었다.